# Vlag van Grevenbicht

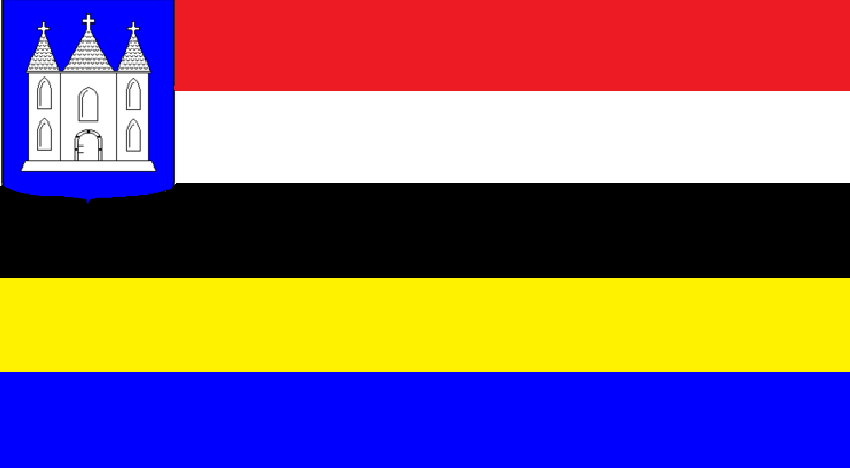
Vlag van Grevenbicht

De vlag van Grevenbicht is vierkant en was verdeeld in vijf banen van gelijke hoogte in de kleuren rood, wit, zwart, geel en blauw. Dit waren de kleuren die voor het defilé waren vastgesteld voor de Nederlandse provincie Limburg. In het kanton was een eveneens het gemeentewapen afgebeeld, in de bijbehorende kleuren.
De vlag is gebaseerd op de defileervlag die de afgevaardigden van de gemeente meedroegen tijdens het defilé in Amsterdam op 6 september 1938 ter gelegenheid van de viering van het veertigjarig regeringsjubileum van koningin Wilhelmina. Hoewel deze vlaggen uitsluitend voor deze gelegenheid waren ontworpen hebben diverse gemeenten, waaronder Grevenbicht, de vlag sindsdien als gemeentevlag gebruikt. In dit geval gedurende een periode van vierenveertig jaar.
De gemeente ging op 1 januari 1982 op in de gemeente Born. De vlag is daardoor als defileervlag komen te vervallen.
Altweerterheide
· Belfeld
· Bemelen
· Blerick
· Blitterswijck
· Grevenbicht
· Obbicht
· Sittard
· Steyl
· Wijnandsrade